# Chrysosoma lichtwardti
Chrysosoma lichtwardti är en tvåvingeart som beskrevs av Günther Enderlein 1912. Chrysosoma lichtwardti ingår i släktet Chrysosoma och familjen styltflugor. Inga underarter finns listade i Catalogue of Life.